# Ichneumon melanocephalos
Ichneumon melanocephalos är en stekelart som beskrevs av Geoffroy 1785. Ichneumon melanocephalos ingår i släktet Ichneumon och familjen brokparasitsteklar. Inga underarter finns listade i Catalogue of Life.